# La Habra
La Habra ist eine Stadt im Orange County im US-Bundesstaat Kalifornien, Vereinigte Staaten, mit 63.097 Einwohnern (Stand: 2020). Das Stadtgebiet bedeckt eine Fläche von 19,0 km².

## Geschichte
Im Jahr 1839 erhielt Don Mariano Reyes Roldan 6698 Acre Land und nannte es Rancho Cañada de La Habra. Der Name bedeutete "Pfad durch die Berge" und bezog sich auf den ersten natürlichen Pass, den die Spanier 1769 dort entdeckt hatten. In den 1860ern kaufte Abel Stearns das Land. Kurz danach brach eine große Flut, gefolgt von mehreren Dürreperioden über La Habra herein, die viele Rancher in den Bankrott trieb.
Am 28. März 2014 wurde der Ort von einem Erdbeben der Stärke 5,1 auf der Richterskala erschüttert. Das Beben war nach dem Whittier-Narrows-Erdbeben am 1. Oktober 1987 das zweitstärkste Beben in der Geschichte des Ortes.

## Persönlichkeiten

### Söhne und Töchter
- Jeannine Altmeyer, Opernsängerin
- Rusty Anderson, Gitarrist
- Boyd Coddington, Hot-Rod-Designer
- Zebrahead, Pop-Punk-Band